# Kevin Méndez
Alán Kevin Méndez Olivera (Trinidad, Flores, Uruguay, 10 de enero de 1996), conocido simplemente como Kevin Méndez, es un futbolista uruguayo que juega como mediocampista en Unión La Calera de la Primera División de Chile.

## Trayectoria

### Juveniles
Formado futbolísticamente en el club Chacarita de baby fútbol, con tan sólo 13 años dejó su ciudad natal para probar suerte en Montevideo en las divisiones inferiores de Peñarol. Logró quedar en el club gracias a su buen rendimiento.

### Peñarol
El 13 de noviembre del 2013 fue ascendido al primer equipo de Peñarol.
Debutó con el primer equipo aurinegro el 22 de enero del 2014, en la Copa Antel frente a Olimpia, ingresó en el segundo tiempo y perdieron 1 a 0.
No disputó ningún partido oficial, por lo que ese año jugó en tercera división. A finales del 2014 fue vendido a un grupo inversor.

### Comienzos en Europa
El 6 de enero de 2015 firmó con Roma por cuatro años y dejó un millón de dólares al club uruguayo.
Fue cedido al club Perugia de la Segunda División italiana para que se adaptara al fútbol europeo, por 18 meses. Fue convocado en 3 oportunidades en la liga, y otras 2 veces por copa, pero no tuvo minutos.
Debutó en Italia el 15 de marzo, en el Campeonato Primavera, jugó como titular contra Virtus Lanciano y empataron 0 a 0. Luego el 14 de abril, jugó su segundo partido, también como titular, enfrentaron a Cagliari y empataron 1 a 1. No volvió a tener minutos con el club.
Kevin regresó a Roma a finales de agosto, debido a que no tuvo continuidad en el club. El 3 de octubre debutó con los romanos, con el conjunto Primavera, fue titular contra Avellino y empataron 0 a 0. Luego jugó el 28 de noviembre, se enfrentaron a Crotone y perdieron 2 a 0. Además, disputó el partido por cuartos de final de la Copa Italia Primavera, jugó los 90 minutos contra Inter pero perdieron 2 a 0.
El 1 de febrero de 2016, fue cedido nuevamente, esta vez al Lausanne Sport de Suiza. En el club, le fue adjudicada la camiseta número 29 y se encontró con su compatriota, Walter Pandiani.
Su debut oficial como profesional, se concretó el 14 de febrero, en la fecha 20 de la Challenge League, fue titular contra Wohlen, anotó su primer gol oficial y ganaron 3 a 1.

## Selección nacional
En 2011, fue parte del plantel que representó a Uruguay en el Sudamericano Sub-15 que se jugó en su país, anotó un gol pero terminaron cuartos.
Participó del Sudamericano Sub-17 del 2013 representando a la selección de Uruguay, certamen en el que finalizó cuarto, logrando la clasificación al mundial. 
Fue convocado para jugar el Mundial Sub-17 del 2013 y a pesar de tener un buen rendimiento personal, Uruguay quedó eliminado en cuartos de final.
En el 2014, Kevin fue parte del proceso de la selección sub-20 de Uruguay conducida por Fabián Coito.
Debutó con la Celeste el 17 de abril ante Chile en Jardines, jugó como titular y empataron 1 a 1. Sin embargo no fue convocado para el Campeonato Sudamericano.
Ya con experiencia europea, en 2015 fue citado nuevamente a la sub-20, disputó partidos amistosos y mostró un buen nivel. El 14 de mayo fue seleccionado para defender a Uruguay en la Copa Mundial Sub-20 de Nueva Zelanda.
Jugó 2 partidos, pero perdieron en octavos de final con Brasil, luego de un alargue fueron a penales y cayeron 5 a 4.

### Participaciones en juveniles
| Competición              | Sede          | Resultado        | Part. | Goles |
| ------------------------ | ------------- | ---------------- | ----- | ----- |
| Sudamericano Sub-15 2011 | Uruguay       | Cuarto puesto    | 7     | 1     |
| Sudamericano Sub-17 2013 | Argentina     | Cuarto puesto    | 8     | 4     |
| Mundial Sub-17 2013      | EAU           | Cuartos de final | 5     | 2     |
| Mundial Sub-20 2015      | Nueva Zelanda | Octavos de final | 2     | 0     |

| Detalle de partidos con la sub-20 | Detalle de partidos con la sub-20 | Detalle de partidos con la sub-20 | Detalle de partidos con la sub-20 | Detalle de partidos con la sub-20  | Detalle de partidos con la sub-20 | Detalle de partidos con la sub-20 | Detalle de partidos con la sub-20 | Detalle de partidos con la sub-20                           | Detalle de partidos con la sub-20 |
| N.º                               | Rival                             | Resultado                         | Fecha                             | Lugar                              | Competencia                       | Goles                             | Asist.                            | Ref.                                                        |                                   |
| --------------------------------- | --------------------------------- | --------------------------------- | --------------------------------- | ---------------------------------- | --------------------------------- | --------------------------------- | --------------------------------- | ----------------------------------------------------------- | --------------------------------- |
| 1                                 | Chile                             | 1:1 (0:1)                         | 17 de abril de 2014               | Montevideo · Uruguay               | Amistoso                          | -                                 | -                                 | 1                                                           |                                   |
| 2                                 | Paraguay                          | 0:1 (0:1)                         | 22 de mayo de 2014                | Montevideo · Uruguay               | Amistoso                          | -                                 | -                                 | 2                                                           |                                   |
| 3                                 | Francia                           | 1:1 (1:0)                         | 26 de marzo de 2015               | Clairefontaine-en-Yvelines Francia | Amistoso                          | -                                 | -                                 | 3 Archivado el 23 de septiembre de 2015 en Wayback Machine. |                                   |
| 4                                 | Uzbekistán                        | 0:1 (0:1)                         | 29 de marzo de 2015               | Coímbra Portugal                   | Amistoso                          | -                                 | -                                 | 4 Archivado el 30 de marzo de 2016 en Wayback Machine.      |                                   |
| 5                                 | Portugal                          | 0:3 (0:2)                         | 31 de marzo de 2015               | Coímbra Portugal                   | Amistoso                          | -                                 | -                                 | 5 Archivado el 4 de marzo de 2016 en Wayback Machine.       |                                   |
| 6                                 | Honduras                          | 1:2 (0:1)                         | 11 de mayo de 2015                | Maldonado · Uruguay                | Amistoso                          | -                                 | -                                 | 6                                                           |                                   |
| 7                                 | Honduras                          | 5:0 (3:0)                         | 13 de mayo de 2015                | Montevideo · Uruguay               | Amistoso                          | -                                 | -                                 | 7                                                           |                                   |
| 8                                 | Panamá                            | 0:1 (0:0)                         | 20 de mayo de 2015                | Hamilton Nueva Zelanda             | Amistoso                          | -                                 | -                                 | 8                                                           |                                   |
| 9                                 | Ucrania                           | 2:1 (0:0)                         | 24 de mayo de 2015                | Auckland Nueva Zelanda             | Amistoso                          | 25'                               | -                                 | 9                                                           |                                   |
| 10                                | Serbia                            | 1:0 (0:0)                         | 31 de mayo de 2015                | Dunedin Nueva Zelanda              | Copa Mundial Fase de grupos       | -                                 | -                                 | 10 Archivado el 31 de mayo de 2015 en Wayback Machine.      |                                   |
| 11                                | México                            | 1:2 (0:0)                         | 3 de junio de 2015                | Dunedin Nueva Zelanda              | Copa Mundial Fase de grupos       | -                                 | -                                 | 11 Archivado el 27 de octubre de 2018 en Wayback Machine.   |                                   |

## Estadísticas

### Clubes
| Club                      | País    | Año         | Part. | Goles | Asist. | Prom. G+A |
| ------------------------- | ------- | ----------- | ----- | ----- | ------ | --------- |
| Peñarol                   | Uruguay | 2013 - 2015 | 0     | 0     | 0      | 0         |
| Roma B                    | Italia  | 2015        | 3     | 0     | 0      | 0         |
| Perugia B (cedido)        | Italia  | 2015        | 2     | 0     | 0      | 0         |
| Lausanne-Sport (cedido)   | Suiza   | 2016 - 2017 | 22    | 5     | 1      | 0.27      |
| Lausanne-Sport B (cedido) | Suiza   | 2016 - 2017 | 1     | 0     | 0      | 0         |
| Viterbese (cedido)        | Italia  | 2017 - 2018 | 30    | 1     | 1      | 0.07      |
| Karpaty Lviv              | Ucrania | 2018 - 2019 | 15    | 0     | 1      | 0.07      |
| Defensor Sporting         | Uruguay | 2020 - 2022 | 66    | 7     | 10     | 0.26      |
| Peñarol                   | Uruguay | 2020 - 2023 | 47    | 5     | 4      | 0.11      |
| Everton                   | Chile   | 2024        | 34    | 1     | 8      | 0.03      |
| Total carrera             |         | 2013-2024   | 220   | 19    | 25     | 0.09      |

- Actualizado al último partido disputado el 2 de noviembre de 2024.

### Selecciones
Actualizado al 11 de junio de 2015.
Último partido citado: Brasil 0 - 0 Uruguay
| Sub-15 · Uruguay | 2010-11       | 7  | 1 | - | - | 7  | 0 | 14 | 1  |
| Sub-15 · Uruguay | Total sel.    | 7  | 1 | - | - | 7  | 0 | 14 | 1  |
| Sub-17 · Uruguay | 2012-13       | 8  | 4 | - | - | ?  | ? | ?  | ?  |
| Sub-17 · Uruguay | 2013-14       | -  | - | 5 | 2 | ?  | ? | ?  | ?  |
| Sub-17 · Uruguay | Total sel.    | 8  | 4 | 5 | 2 | 23 | 3 | 36 | 9  |
| Sub-20 · Uruguay | 2013-14       | -  | - | - | - | 2  | 0 | 2  | 0  |
| Sub-20 · Uruguay | 2014-15       | -  | - | 2 | 0 | 7  | 1 | 9  | 1  |
| Sub-20 · Uruguay | Total sel.    | -  | - | 2 | 0 | 9  | 1 | 11 | 1  |
| Total carrera    | Total carrera | 15 | 5 | 7 | 2 | 39 | 4 | 61 | 11 |
| 1. 2.            |               |    |   |   |   |    |   |    |    |

## Palmarés

### Títulos nacionales
| Título                      | Club           | País    | Año     |
| --------------------------- | -------------- | ------- | ------- |
| Primera división de Uruguay | Peñarol        | Uruguay | 2012-13 |
| Segunda división de Suiza   | Lausanne Sport | Suiza   | 2015-16 |
| Torneo Apertura             | C. A. Peñarol  | Uruguay | 2023    |

### Distinciones individuales
| Distinción                                                                | Año  |
| ------------------------------------------------------------------------- | ---- |
| XI ideal del Sudamericano Sub-17                                          | 2013 |
| Parte de los 50 mejores futbolistas sub-18 del mundo según medio Goal.com | 2014 |